# Abbas ibn Firnas
Abu al-Qasim Abbas ibn Firnas (tamazight ⵄⴱⴱⴰⵙ ⵏ ⴼⵉⵔⵏⴰⵙ Ɛabbas n Firnas, arabisch عباس بن فرناس, DMG ʿAbbās b. Firnās; geboren um 810 in Ronda; gestorben 887 oder 888 in Córdoba) war ein Dichter, Gelehrter und Flugpionier berberischer Abstammung in al-Andalus.

## Leben und Werk
Er war unter den Emiren al-Hakam I., Abd ar-Rahman II. und Muhammad I. Hofdichter der Umayyaden im Emirat von Córdoba. Als Gelehrter interessierte er sich für die Mathematik, Astronomie und Physik. Er machte das indische Dezimalsystem in Andalusien bekannt, das er selbst bei einer Reise in den heutigen Irak kennengelernt hatte. Er entwickelte ein Verfahren zur Herstellung farblosen Glases für Sehhilfen („Lesesteine“).
Es wird ihm sogar der Bau eines Flugapparates zugeschrieben, worauf der Dichter Muʾmin bin Saʿid im 9. Jahrhundert folgenden Vers machte:
Geschwinder flog er, als der Phönix fliegt,

da er den Leib in Adlerfedern hüllte.
Die Überlieferung folgt der Chronik (Nafḥ) von al-Maqqari, einem marokkanischen Historiker des 17. Jahrhunderts, der viele ältere und nicht mehr vorhandene Quellen benutzte. Die Flugvorrichtung bestand angeblich aus Federflügeln und soll es Abbas ermöglicht haben, von einem Hügel im Arruzafa nahe Córdoba mehrere hundert Meter weit zu fliegen und zum Startpunkt zurückzukehren. Beim Versuch zu landen brach er sich beide Beine, eines davon offen. Er führte es darauf zurück, dass er vergessen hatte, einen Schwanz zu konstruieren. Der Flugversuch weist verschiedene Parallelen mit dem des Eilmer von Malmesbury fast 200 Jahre später auf; dass Ibn Firnas Eilmer als direktes Vorbild gedient habe, wird von der neueren Forschung allerdings als unwahrscheinlich zurückgewiesen.

## Würdigung

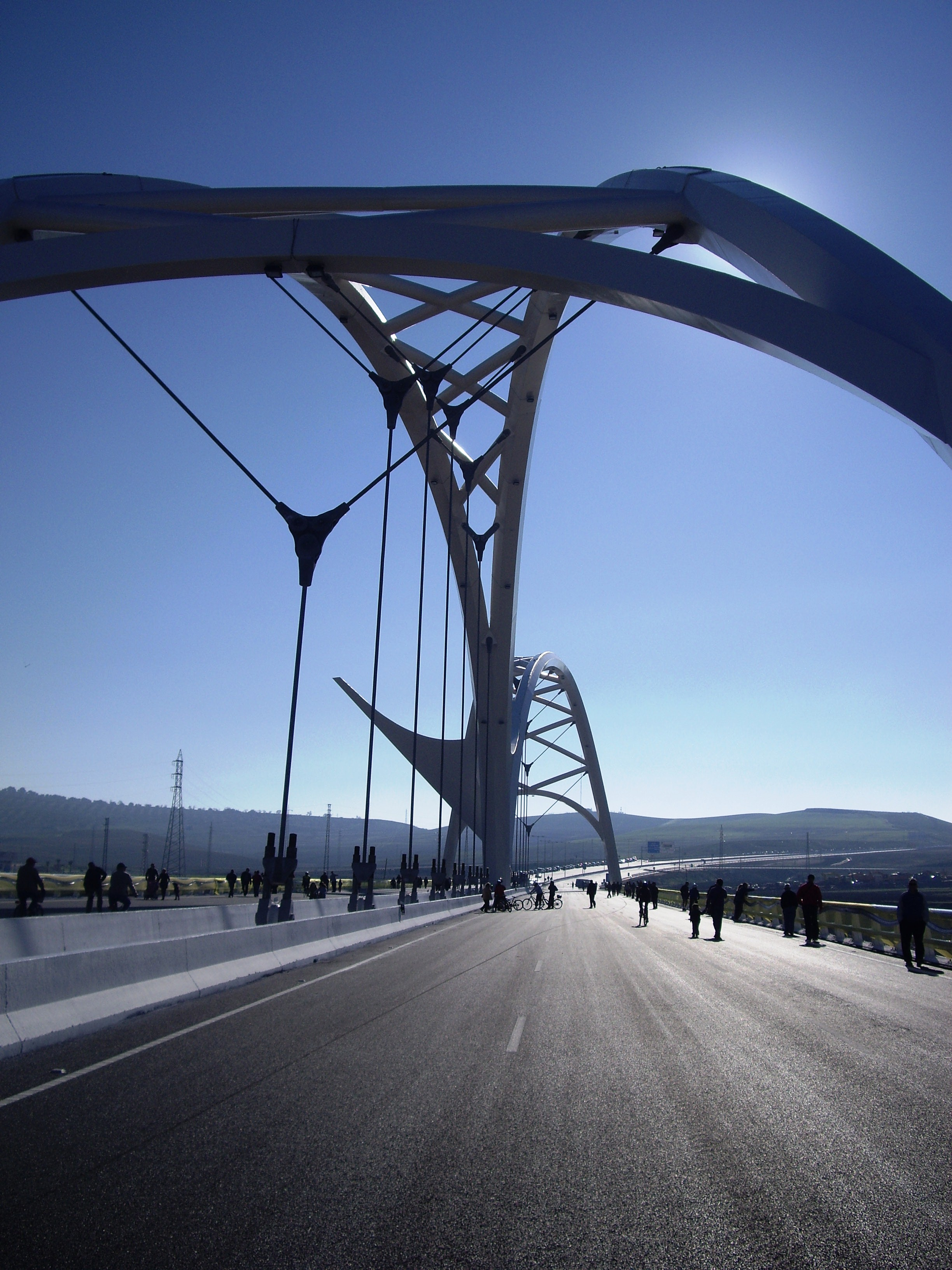
Córdoba, Puente de Abbas Ibn Firnas

Nach Abbas wurde der Mondkrater Ibn Firnas benannt. Auch einer der vier Flughäfen von Bagdad trägt seinen Namen. Auf dem Weg zum Flughafen steht eine Statue, die ihn mit Flügeln zeigt. Sie wurde von Badri as-Samarra'i geschaffen.
Am 14. Januar 2011 wurde in Córdoba eine Brücke über den Guadalquivir eingeweiht, die den Namen Ibn Firnas’ trägt.